# Coenocorypha iredalei
La chochita de la Stewart (Coenocorypha iredalei) es una especie extinta de ave caradriforme de la familia Scolopacidae que vivía en Nueva Zelanda.

## Taxonomía
El examen de la taxonomía de las chochitas de Nueva Zelanda se ha visto obstaculizado por la falta de material, datos erróneos de la localidad, especímenes mal identificados y nomenclatura confusa. La chochita de la Stewart se consideraba anteriormente una subespecie de la chochita de las Auckland (Coenocorypha aucklandica), pero con material fósil encontrado en la isla Sur, ha sido elevada a especie completa. El epíteto específico de la especie conmemora al ornitólogo inglés Tom Iredale. El nombre maorí «tutukiwi», que se puede aplicar a otras aves en Coenocorypha, alude al parecido imaginado del ave con un kiwi en miniatura.

## Distribución y extinción
Su distribución prehistórica comprendía la isla Sur, la isla Stewart y algunas de las islas cercanas. Se extinguió tanto en la isla del Sur como en la isla Stewart tras la ocupación de Nueva Zelanda por los polinesios (los ancestros de los maoríes) y la introducción asociada de la rata del Pacífico (Rattus exulans). Sobrevivió en al menos en nueve islas pequeñas hasta fines del siglo xix y xx, pero fue extirpada progresivamente de ellas tras las introducciones de ratas y otros depredadores exóticos, así como de la weka, con los últimos registros procedentes de Big South Cape y las islas Pukaweka a principios de los años sesenta.
El último capítulo de la historia de la especie se produjo con la introducción accidental de ratas negras en la isla Big South Cape, y el consiguiente intento en 1964 por parte del Servicio de Vida Silvestre de Nueva Zelanda, incluidos Brian Bell y Don Merton, para prevenir su extinción, trasladando individuos a una isla libre de ratas. Dos aves fueron capturadas el 30 de agosto y colocadas en un aviario. Sin embargo, fueron difíciles de cuidar debido a su necesidad de un suministro continuo de alimentos vivos, y ambas murieron el 1 de septiembre. Desde entonces no ha habido registros aceptables de la especie. Posteriormente, unos 40 años más tarde, el 16 de abril de 2005, el Departamento de Conservación de Nueva Zelanda trasladó con éxito 30 chochitas de las Snares, de la que se consideraba conespecífica aunque de una subespecie diferente, a la isla de Putauhinu, situada a solo 1,5 km al oeste de la isla Big South Cape, el último bastión de la chochita de las Auckland.